# Poruba (Slovaquie)
Poruba (allemand : Nickelsdorf, hongrois : Mohos) est un village de Slovaquie situé dans la région de Trenčín.

## Histoire
La première mention écrite du village date de 1339.

## Démographie

### Évolution de la population
| Année:               | 1994. | 2004.   | 2014.   | 2024.   |
| -------------------- | ----- | ------- | ------- | ------- |
| Nombre de personnes: | 1258  | 1287    | 1294    | 1372    |
| Différence:          |       | +2,30 % | +0,54 % | +6,02 % |

| Année:               | 2023. | 2024.   |
| -------------------- | ----- | ------- |
| Nombre de personnes: | 1363  | 1372    |
| Différence:          |       | +0,66 % |